# Alfred Neuland
Alfred Karl Neuland (ur. 10 października 1895 w Valdze, zm. 16 listopada 1966 w Tallinnie) – estoński sztangista, dwukrotny medalista olimpijski, a także mistrz świata.

## Kariera
Reprezentował klub Kalev Tallinn, w swoich pierwszych zawodach uczestniczył w wieku 16 lat w Rydze, w 1911 roku. W 1915 roku został mistrzem Rosji w wadze lekkiej, a rok później był najlepszy w wadze średniej. Walczył w I wojnie światowej, a po jej zakończeniu w wojnie estońsko-bolszewickiej.
Pierwszy sukces w karierze osiągnął w 1920 roku, kiedy podczas igrzysk olimpijskich w Antwerpii zdobył złoty medal w wadze lekkiej. W zawodach tych pokonał dwóch Belgów: Louisa Williqueta i Florimonda Roomsa. Na rozgrywanych dwa lata później mistrzostwach świata w Tallinnie także zwyciężył, wyprzedzając dwóch rodaków: Eduarda Vanaasemego i Voldemara Noormägiego. Wystartował także na igrzyskach olimpijskich w Paryżu, gdzie wywalczył srebrny medal w wadze średniej. Rozdzielił tam na podium Włocha Carla Galimbertiego i kolejnego Estończyka, Jaana Kikkasa.
Neuland był pierwszym mistrzem i multimedalistą olimpijskim reprezentującym Estonię. W latach 1920–1925 sześciokrotnie ustanawiał rekordy świata w kategoriach lekkiej i średniej.
Po zakończeniu kariery sportowej został przedsiębiorcą; pracował także jako trener i sędzia sportowy. W 1995 roku postawiono mu pomnik w Valdze.

## Wyniki
| Rok  | Zawody               | Miasto    | Miejsce | Kategoria    | Wynik    |
| ---- | -------------------- | --------- | ------- | ------------ | -------- |
| 1920 | Igrzyska olimpijskie | Antwerpia | 1       | waga lekka   | 257,5 OR |
| 1922 | Mistrzostwa świata   | Tallinn   | 1       | waga lekka   | ?        |
| 1924 | Igrzyska olimpijskie | Paryż     | 2       | waga średnia | 455,0    |